# Sara Bard Field
Sara Bard Field (1er septembre 1882 - 15 juin 1974) est une poétesse, suffragiste, Géorgiste et socialiste chrétienne américaine. Elle travaille pour le suffrage des femmes dans l'Oregon et le Nevada. Field conduit une pétition contenant 500 000 signatures de femmes américaines demandant le droit de vote devant le président Woodrow Wilson. Oratrice de talent, elle devient ensuite poète et épouse C.E.S. Wood.

## Enfance et éducation
Sara Bard Field naît à Cincinnati le 1er septembre 1882, d'Annie Jenkins (née Stevens) et de George Bard Field. Sa mère est Quaker et son père est un baptiste rigoureux. La famille Field déménage à Detroit en 1885. Sara obtient son diplôme de Detroit Central High School en 1900. Elle épouse Albert Ehrgott, un prêcheur deux fois son âge, en septembre 1900. Elle voyage alors avec Ehrgott à travers l'Inde jusqu'à Rangoon, en Birmanie. Elle a un fils, Albert Field, en 1901, et subit des complications lors de l'accouchement. Elle retourne aux États-Unis en 1902 et la famille s'installe à New Haven, Connecticut.
Ehrgott s'installe dans une paroisse de Cleveland en 1903. Le couple est influencé par le socialisme chrétien et les mouvements géorgistes. Sara ouvre un jardin d'enfants et une soupe populaire et attire l'attention du maire de Cleveland, le progressiste Tom L. Johnson (en). Sa sœur, Mary Field, la présente à l'avocate Clarence Darrow. En 1906, elle a un deuxième enfant, Katherine Louise.

## L'Oregon, le Nevada et le droit de vote

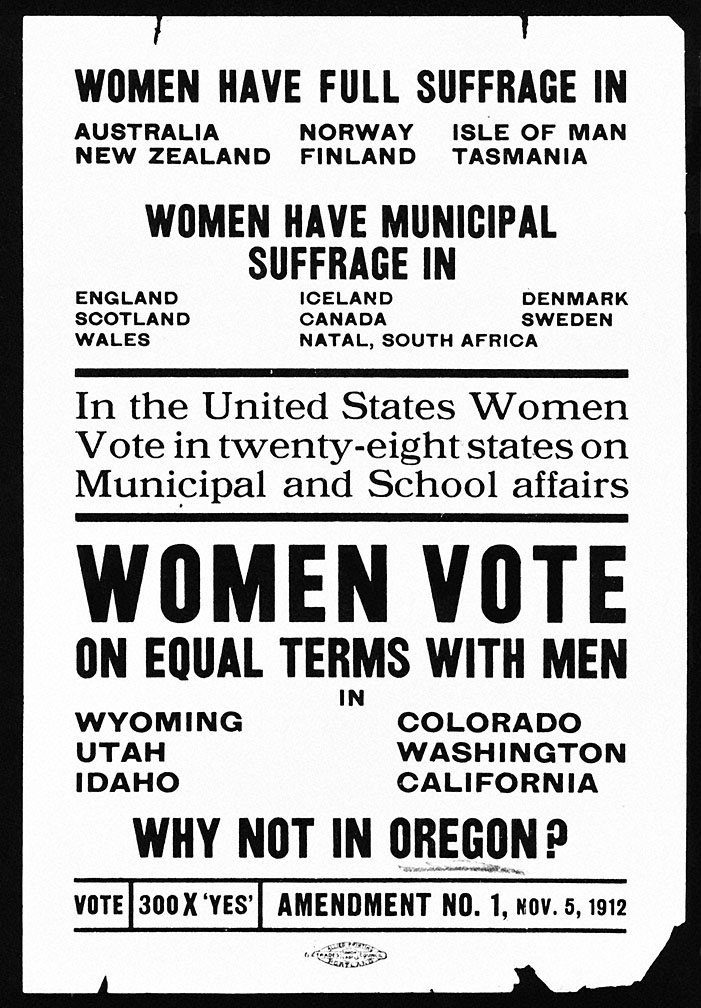
Poster pour le vote des femmes en Oregon, 1912.

Après la naissance de leur fille, les Ehrgott déménagent à Portland, Oregon, en 1910. Sara rencontre alors C.E.S. Wood, qu'elle connaît par l'intermédiaire de Clarence Darrow. Ils deviennent amis et Wood l'embauche comme assistante. Leur amitié devient plus tard une relation amoureuse. Elle rejoint la College Equal Suffrage League en Oregon et poursuit le travail d'Abigail Duniway, faisant campagne pour le droit de vote des femmes dans tout l'Oregon. Elle fait une tournée dans l'État au cours de l'été 1911 et écrit l'automne suivant des articles pour l'Oregon Daily Journal, couvrant le procès des frères McNamara, responsables de l'attentat du Los Angeles Times. Elle refait une tournée au cours de l'été 1912, ce qui pousse son mariage à se détériorer gravement.
Au cours de 1913-1914, elle a fait campagne pour le suffrage des femmes au Nevada. Son mari cherchant à l'en empêcher, elle obtient un divorce en novembre 1914, revenant à son nom de jeune fille. Ehrgott obtient la garde de leurs enfants et déménage à Berkeley : Field déménage à San Francisco pour se rapprocher de ses enfants.
Field s'est impliquée dans le mouvement national pour le suffrage des femmes et est devenue membre de l'Union du Congrès de la National American Woman Suffrage Association et plus tard du National Woman's Party. La dirigeante suffragiste Alice Paul choisit Field pour présenter une pétition avec 500 000 signatures à travers les États-Unis lors d'une tournée en voiture. La suffragette Mabel Vernon organise des défilés de bienvenue. Field et deux Suédoises quittent San Francisco le 16 septembre 1915. Elles terminent leur voyage le 6 décembre 1915 et présentent la pétition au président Woodrow Wilson à Washington DC ,.
Field prend la parole à la convention de Chicago du National Woman's Party en 1916, et au nom d'Anne Henrietta Martin (en) lors de sa candidature comme sénatrice du Nevada. Field invente au passage le slogan suffragiste « Pas de votes, pas de bébés! ». À l'été 1917, Field séjourne à Newport, où elle aide la millionnaire Alva Belmont a rédiger ses mémoires.
Le fils de Field meurt dans un accident de voiture alors qu'elle conduisait en octobre 1918. Elle sombre dans une dépression dont elle ne s'est jamais complètement remise.

## Vie tardive et poésie

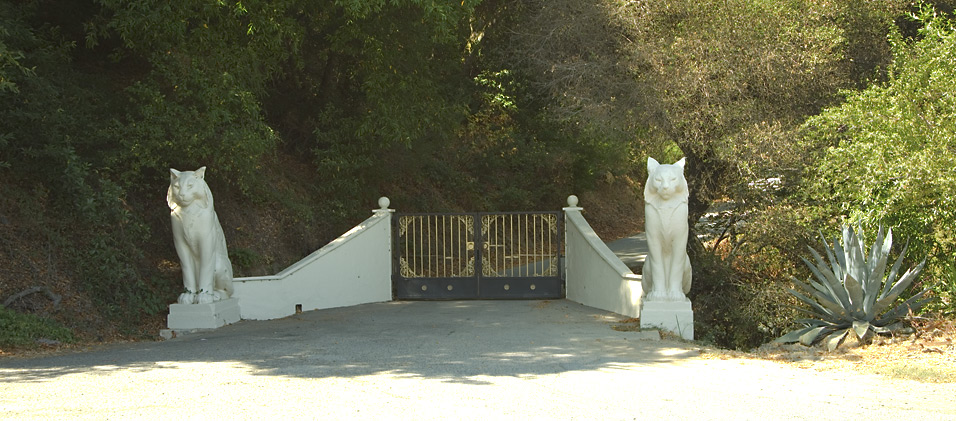
Entrée de "The Cats" à Los Gatos

Field commence à vivre avec l'avocat et poète Charles Erskine Scott Wood à San Francisco en 1918, bien que sa femme refuse de lui accorder le divorce. Field se lance dans la poésie et le couple accueille régulièrement des artistes locaux à leur domicile tels que Geneviève Taggard, Benny Bufano (en), Ralph Stackpole, Llewelyn Powys et George Sterling (en). Wood est riche et le couple finance des artistes et des causes politiques, dont le pardon de Tom Mooney (en) et une clinique de contrôle des naissances. En 1923, Field déménage avec Wood sur un domaine qu'ils appellent "The Cats" à Los Gatos.
Le premier recueil de poésie de Field, The Pale Woman, est publié en 1927. Elle publie ensuite le poème épique Barabbas en 1932. Barabbas lui vaut une médaille d'or du Book Club of California. Son deuxième recueil de poésie, Darkling Plain, est publié en 1936.
Après la mort de sa femme, Wood épouse Field en 1938. Wood meurt en 1944 et en 1955, Field déménage près de sa fille à Berkeley. Elle meurt d'une cardiopathie artériosclérotique (en) le 15 juin 1974.

## Publications
- Sara Bard Field, The Pale Woman : And other poems, New York, William Edwin Rudge, 1927 (OCLC 3597110).
- Sara Bard Field, Barabbas, New York, A. & C. Boni, Inc., 1932 (OCLC 2928485).
- Sara Bard Field, Darkling Plain, New York, Random House, 1936 (OCLC 2868011, lire en ligne).